# Меєрс-Лейк (Огайо)
Меєрс-Лейк (англ. Meyers Lake) — селище (англ. village) в США, в окрузі Старк штату Огайо. Населення — 724 особи (2020).

## Географія
Меєрс-Лейк розташований за координатами 40°48′50″ пн. ш. 81°25′18″ зх. д. / 40.81389° пн. ш. 81.42167° зх. д. (40.813978, -81.421550).  За даними Бюро перепису населення США в 2010 році селище мало площу 1,13 км², з яких 0,58 км² — суходіл та 0,54 км² — водойми.

## Демографія
Згідно з переписом 2010 року, у селищі мешкало 569 осіб у 328 домогосподарствах у складі 154 родин. Густота населення становила 506 осіб/км².  Було 373 помешкання (331/км²).
Расовий склад населення:
| - 95,6 % — білих - 2,6 % — чорних або афроамериканців - 0,7 % — азіатів |

До двох чи більше рас належало 1,1 %. Частка іспаномовних становила 0,9 % від усіх жителів.
За віковим діапазоном населення розподілялося таким чином: 6,5 % — особи молодші 18 років, 58,9 % — особи у віці 18—64 років, 34,6 % — особи у віці 65 років та старші. Медіана віку мешканця становила 59,3 року. На 100 осіб жіночої статі у селищі припадало 84,1 чоловіків;  на 100 жінок у віці від 18 років та старших — 84,1 чоловіків також старших 18 років.
Середній дохід на одне домашнє господарство  становив 81 391 долар США (медіана — 61 250), а середній дохід на одну сім'ю — 83 399 доларів (медіана — 66 250). Медіана доходів становила 61 667 доларів для чоловіків та 41 250 доларів для жінок. За межею бідності перебувало 24,6 % осіб, у тому числі 84,2 % дітей у віці до 18 років та 3,3 % осіб у віці 65 років та старших.
Цивільне працевлаштоване населення становило 317 осіб. Основні галузі зайнятості: освіта, охорона здоров'я та соціальна допомога — 28,4 %, науковці, спеціалісти, менеджери — 14,8 %, виробництво — 13,9 %.